# Урал-Next
Урал-Next — сімейство вантажівок підвищеної прохідності подвійного призначення з колісною формулою 6х6 і 4х4, що виготовляється на Уральському автомобільному заводі в Міассі (Росія) з 2015 року.

## Опис
Вперше офіційно представлений на будівельній виставці «СТТ-2015».
Урал-Next створений на модернізованому шасі Урал-4320 і з модернізованою кабіною від ГАЗель-Next з пластиковими крилами і капотом.
Вантажівкам збільшили вантажопідйомність, посилили раму, допрацювали трансмісію, впровадили імпортний рульовий механізм і пневмосистему гальм. Під капотом вантажівок — ярославський рядний 6-циліндровий турбодизель сімейства ЯМЗ-536. Двигун має робочий об'єм 6,6 л і розвиває 240, 285 або 312 к.с., залежно від виконання. Дизель поєднується з 5-ступінчастою механічною КПП ЯМЗ-0905 або ЯМЗ-1205 чи з 9-ступінчастою механічною КПП ZF9S1310ТО. В позашляховому арсеналі — знижений ряд у роздатці, система регулювання тиску в шинах і блокування міжосьового і міжколісних диференціалів.
Максимально допустиме навантаження на передній міст автомобілів збільшене з 5,3 т до 6,5 т, вантажопідйомність шасі — з 12 до 13 т. Допустима повна маса збільшена до 22,5 т.
Шини 425/85 R21, колеса 533—310.

## Модифікації
- Урал-Next 43206 4х4 — повноприводний автомобіль на шасі Урал-43206 вантажопідйомністю 5,5 т.
- Урал C 25.328 6х4 — самоскид з колісною формулою 6х4, двигуном 6,65 л ЯМЗ‑53676 Євро‑5 328 к.с./1375 Нм, вантажопідйомністю 15 т.
- Урал Т25.420 6х4 — сідловий тягач з колісною формулою 6х4, двигуном 11,12 л ЯМЗ‑653 Євро‑5 422 к.с./2000 Нм, повною масою автопоїзда 50 т.
- Урал-Next 4320 6х6 — повноприводний автомобіль на шасі Урал-4320 вантажопідйомністю 12,5 т.
- Урал-Next 55571-5121-72 (74) 6х6 — повноприводний самоскид на шасі Урал-5557.
- Урал-Next 32551 4х4 — вахтовий автобус.
- Урал-Next 3255 6х6 — вахтовий автобус.
- Урал-Next 44202-5311-74 6x6 — сідловий тягач з колівсною формулою 6х6 повною масою автопоїзда 38 т.